# Славитешти (Валча)
Славитешти (рум. Slăvitești) насеље је у Румунији у округу Валча у општини Ширињаса. Oпштина се налази на надморској висини од 204 m.

## Становништво
Према подацима из 2002. године у насељу је живело 295 становника, од којих су сви румунске националности.